# ジャパン・スタッドブック・インターナショナル
公益財団法人ジャパン・スタッドブック・インターナショナル（英語: Japan Association for International Racing and Stud Book、略称：JAIRS）とは、日本の競走馬の馬名・軽種馬登録管理、国際交流を行う公益財団法人である。本部は東京都港区。

## 概要
これまで財団法人日本軽種馬登録協会が競走馬・軽種馬の登録部門、財団法人競馬国際交流協会は国内外を問わず、競馬の国際化を推進することを目指した情報交換機関として運営されていたが、「国際性」という点で共通する2つの財団法人を合併することによって競馬と軽種馬の情報集約を図り、より効率的・効果的な競馬情報の発信と、さらなる競馬の国際化と競馬産業の発展に寄与することを目指して設立された組織である。2010年（平成22年）9月9日に主務大臣である農林水産大臣の許可・承諾、財団法人の運営が認可が下され、12月1日付で正式発足（財団法人ジャパン・スタッドブック・インターナショナル）を迎えた。2011年（平成23年）12月26日に公益認定を受け、2012年（平成24年）1月4日に内閣府所管の公益財団法人ジャパン・スタッドブック・インターナショナルとなった。
現在は競馬国際交流協会の行ってきた国内外に対しての情報収集と提供、技術交流、国際交流行事や会議への支援、日本軽種馬登録協会の行ってきた軽種馬の登録、登録情報の管理、軽種馬改良の研究、書籍の発行などを主業務としている。
2013年（平成25年）1月からは、従来軽種馬育成調教センター（BTC）が所管していた功労馬繋養展示事業を引き継ぐことになった。